# Novochochlovskaja (stanice Moskevského centrálního okruhu)
Novochochlovskaja (rusky Новохохловская) je stanice na Moskevském centrálním okruhu. Je pojmenována podle ulice, se kterou se Moskevský centrální okruh kříží.

## Charakter stanice
Stanice Novochochlovskaja se nachází ve čtvrti Nižegorodskij rajon mezi ulicemi Novochochlovskaja a Nižnaja Chochlovka (Нижняя Хохловка) severovýchodně od křížení Moskevského centrálního okruhu s Novochochlovskou ulicí i kurským směrem Moskevské železnice.
Na této stanici funguje jedno ostrovní nástupiště. Drážní těleso se nachází na náspu, stanice disponuje dvěma vchody do vestibulu z obou stran železnice, jsou laděny do bílé a červené barvy. Jedná se o druhou nejméně vytíženou stanice na Moskevském centrálním okruhu, v roce 2017 ji průměrně využilo 3 tisíce lidí denně.
V roce 2018 zde byl zprovozněn nový dopravní uzel Novochochlovskaja, který kromě stanice Moskevského centrálního okruhu zahrnuje i zastávku Novochochlovskaja na kurském směru moskevské železnice, která je obsluhována vlaky na lince MCD-2. Obě dvě stanice jsou propojeny krytým přechodem, vzdálenost mezi oběma nástupišti činí přibližně 200 metrů. Cestující zde mohou využít obchod, lékárny, kavárny a podniku rychlého občerstvení.